# Льєйда (провінція)
Див. також м. Льєйда.
Прові́нція Льє́йда є однією з 4 провінцій Автономної області Каталонія та однією з 8 провінцій каталанських країн. Столицею провінції є місто Льєйда.

## Райони
До Провінції Льєйда входять такі райони (кумарки) :
- Алта-Рібагорса
- Верхній Урхель
- Башя-Сарданья
- Гарригас
- Ногера
- Паляс-Жуса
- Паляс-Субіра
- Пла-де-Урхель
- Сагарра
- Сагрія
- Сольсонес
- Уржель
- Баль-д'Аран

До Провінції Льєйда також входить муніципалітет Ґозул району (кумарки) Барґаза.

## Історія
У 1810 р. генеральним губернатором Каталонії маршалом Оґеро (фр. Auguereau) у Каталонії було створено 4 префектури, які стали прообразом сьогоднішніх провінцій. У 1812 р. Наполеон Бонапарт включив Каталонію у Французьку імперію — префектуру, у якій знаходилася Льєйда, було перетворено на департамент Устя Ебри (кат. Boques de l'Ebre, фр. Bouches-de-l'Èbre).
За планом адміністративного поділу на провінції 1821 р., центром сучасної Провінції Льєйда мало стати місто Сео-де-Урхель, але після компанії збору підписів мешканців цієї території столицею провінції у 1822 р. стала саме Льєйда.
У Каталонії поділ на провінції існує до сьогодні, окрім періодів від 1913 до 1925 рр. та 1936 до 1939 рр.

## Демографія
| 1497 f | 1515 f | 1553 f | 1717   | 1787    | 1857    | 1877    | 1887    | 1900    | 1910    |
| ------ | ------ | ------ | ------ | ------- | ------- | ------- | ------- | ------- | ------- |
| 12 839 | 13 957 | 17 177 | 75 892 | 155 326 | 306 994 | 285 339 | 285 417 | 274 590 | 284 971 |

| 1920    | 1930    | 1940    | 1950    | 1960    | 1970    | 1981    | 1990    | 1992    | 1994    |
| ------- | ------- | ------- | ------- | ------- | ------- | ------- | ------- | ------- | ------- |
| 314 670 | 314 435 | 297 440 | 324 062 | 333 765 | 347 015 | 355 451 | 356 939 | 354 297 | 359 532 |

| 1996    | 1998    | 2000    | 2002    | 2004    | 2006    | 2008 | 2010 | 2012 | 2014 |
| ------- | ------- | ------- | ------- | ------- | ------- | ---- | ---- | ---- | ---- |
| 356 456 | 357 903 | 361 590 | 371 055 | 385 092 | 407 496 | -    | -    | -    | -    |

Найбільшими муніципалітетами Провінції Льєйда у 2007 р. були:
- Льєйда (126 877 осіб)
- Тарреґа (16 546 осіб)
- Балагер (15 751 особа)
- Молєрусса (13 086 осіб)
- Сео-де-Урхель (12 533 особи)